# Mattias Carlsson
Mattias Carlsson, född den 9 februari 1980, är en svensk före detta ishockeyspelare. Han inledde sin seniorkarriär säsongen 1995/96 i moderklubben Nyköpings Hockey i Division I. Därefter spelade han juniorishockey för Södertälje SK innan han tog steget upp till A-laget i Elitserien och Hockeyallsvenskan. Mellan säsongerna 2003/04 och 2006/07 spelade Carlsson för Rögle BK i Hockeyallsvenskan. Under sin sista säsong i klubben vann han seriens skytteliga då han stod för 28 mål på 45 grundseriematcher.
Carlsson tillbringade sina fem sista säsonger i Elitserien. De tre första av dessa spelade han för Linköping HC, som han tog ett SM-silver med 2008. Han spelade sedan en säsong vardera för Södertälje SK och Djurgårdens IF, som båda degraderades till Hockeyallsvenskan. 2012 skrev han ett treårsavtal med Södertälje, men spelade inte några flera matcher för klubben. 2013 meddelades det att han avslutat sin spelarkarriär till följd av skadeproblem.

## Karriär
Vid 16 års ålder gjorde Carlsson seniordebut med moderklubben Nyköpings Hockey i Division I då han spelade tre matcher för klubben säsongen 1995/96. Den följande säsongen anslöt han till Södertälje SK och spelade för dess juniorlag. Carlsson gjorde seniordebut för klubben under Kvalserien till Elitserien i ishockey 1998 då laget degraderades till Division I. På fem matcher noterades han för två mål och en assist. Säsongen därpå var han ordinarie i Södertäljes A-lag och noterades för 19 poäng, varav sju mål, på 44 grundseriematcher i Division I. Laget vann både Division I Östra och Allsvenskan och tog sig därmed till Kvalserien till Elitserien i ishockey 1999, där man hamnade på fjärde plats. Efter ytterligare en säsong i Södertälje där laget misslyckades i Kvalserien meddelade klubben den 5 maj 2000 att man förlängt avtalet med Carlsson med ytterligare ett år. Efter att ha slutat på fjärde plats i Allsvenskan Norra, vann laget sedan både Superallsvenskan i ishockey 2001 och Kvalserien till Elitserien i ishockey 2001. På 40 grundseriematcher stod Carlsson för sju mål och sex assist.
Säsongen 2001/02 blev Carlssons första i Elitserien. Han gjorde debut i serien den 18 september 2001 i en 4–0-seger mot Malmö Redhawks. Senare samma månad, den 27 september, gjorde han sitt första Elitseriemål i en 2–5-förlust mot Brynäs IF. Under sin debutsäsong i Elitserien noterades han för tre mål och tre assist på 46 grundseriematcher. Efter ytterligare en säsong med Södertälje i Elitserien, där poängproduktionen sjönk till två poäng på 48 grundseriematcher meddelades det den 15 april 2003 att Carlsson lämnat klubben då han skrivit ett ettårsavtal med Rögle BK i Hockeyallsvenskan. Under sin första säsong i Rögle var Carlsson, bakom Kristoffer Starck, lagets bästa målgörare med 17 mål på 46 grundseriematcher.
Den 27 mars 2004 förlängde han sitt avtal med Rögle med ytterligare en säsong. Laget vann Allsvenskan Södra, men lyckades inte nå Kvalserien då man slagits ut av Västerås Hockey i playoff. I grundserien stod Carlsson för 24 poäng på 44 matcher. Säsongen 2005/06 vann Carlsson lagets interna poängliga då han noterades för 32 poäng på 42 grundseriematcher (14 mål, 18 assist). Laget tog sig till Kvalserien där man dock hamnade på fjärde plats. Den följande säsongen kom att bli Carlssons fjärde och sista i Rögle. Den 8 oktober 2006 gjorde han sitt första hat trick i Hockeyallsvenskan då Rögle besegrade Hammarby IF med 2–7. Säsongen kom att bli hans poängmässigt främsta då han snittade en poäng per match i grundserien. På 45 matcher gjorde han 28 mål och vann därmed Hockeyallsvenskans skytteliga.
Efter att Rögle åter misslyckats att ta sig till Elitserien i Kvalserien bekräftades det den 19 april 2007 att Carlsson skrivit ett ettårsavtal med Linköping HC i Elitserien. Efter att ha spelat de fyra första grundseriematcherna ådrog sig Carlsson en skada och missade sedan de 22 efterföljande matcherna. Totalt spelade han 33 grundseriematcher där han stod för fyra mål och två assist. I SM-slutspelet slog Linköping ut Djurgårdens IF och Färjestad BK (båda med 4–1 i matcher) i kvarts-, respektive semifinal. Laget ledde sedan finalserien med 2–0 mot HV71, men förlorade sedan med 2–4 i matcher. På 16 slutspelsmatcher noterades Carlsson för två mål och fem assist. Den 21 april 2008 förlängde han sitt avtal med två säsonger med Linköping. Likt föregående säsong missade han ett antal matcher i inledningen av säsongen 2008/09, denna gång efter att ha fått en klubba i ögat under en match mot HV71. Carlsson stod för 13 poäng i grundserien under båda säsongerna 2008/09 och 2009/10. Totalt spelade han 130 grundseriematcher för Linköping och noterades för 32 poäng, varav 18 mål.
Den 20 april 2010 skrev han ett tvåårsavtal med Södertälje SK, med option på ytterligare en säsong. Den följande säsongen blev Carlssons poängmässigt bästa i Elitserien. Han spelade samtliga 55 matcher i grundserien och blev trea i lagets interna poängliga med 28 poäng (17 mål, 11 assist). Laget slutade dock näst sist i grundserien och degraderades därefter till Hockeyallsvenskan efter spel i Kvalserien till Elitserien i ishockey 2011. Detta gjorde att Carlsson lämnade klubben och istället skrev ett tvåårsavtal med Djurgårdens IF den 26 april 2011. Han spelade 44 matcher för Djurgården, men missade avslutningen av säsongen då han opererades för en magmuskelskada. Efter att Djurgården degraderats till Hockeyallsvenskan meddelades det den 6 juli 2012 att Carlsson återvänt till Södertälje och skrivit ett treårskontrakt med klubben. Han återhämtade sig dock aldrig från sin skada och meddelade den 19 juni 2013 att han tvingats avsluta sin spelarkarriär.

## Statistik
| 1995–96                             | Nyköpings Hockey                    | Div. I                              | 3   | 0  | 0  | 0   | 0   | —  | — | —  | —  | —  |
| 1997–98                             | Södertälje SK                       | Elitserien                          | —   | —  | —  | —   | —   | 5  | 2 | 1  | 3  | 0  |
| 1998–99                             | Södertälje SK                       | Div. I                              | 42  | 7  | 12 | 19  | 12  | 10 | 0 | 0  | 0  | 0  |
| 1999–00                             | Södertälje SK                       | HA                                  | 44  | 3  | 2  | 5   | 10  | 7  | 0 | 1  | 1  | 0  |
| 2000–01                             | Södertälje SK                       | HA                                  | 40  | 6  | 7  | 13  | 12  | 10 | 0 | 2  | 2  | 8  |
| 2001–02                             | Södertälje SK                       | Elitserien                          | 46  | 3  | 3  | 6   | 10  | —  | — | —  | —  | —  |
| 2002–03                             | Södertälje SK                       | Elitserien                          | 48  | 1  | 1  | 2   | 12  | —  | — | —  | —  | —  |
| 2003–04                             | Rögle BK                            | HA                                  | 46  | 17 | 11 | 28  | 18  | —  | — | —  | —  | —  |
| 2004–05                             | Rögle BK                            | HA                                  | 44  | 9  | 15 | 24  | 26  | 2  | 0 | 0  | 0  | 2  |
| 2005–06                             | Rögle BK                            | HA                                  | 42  | 14 | 18 | 32  | 30  | 10 | 3 | 2  | 5  | 2  |
| 2006–07                             | Rögle BK                            | HA                                  | 45  | 28 | 17 | 45  | 52  | 10 | 2 | 5  | 7  | 4  |
| 2007–08                             | Linköping HC                        | Elitserien                          | 33  | 4  | 2  | 6   | 18  | 16 | 2 | 5  | 7  | 4  |
| 2008–09                             | Linköping HC                        | Elitserien                          | 47  | 8  | 5  | 13  | 6   | 7  | 0 | 1  | 1  | 2  |
| 2009–10                             | Linköping HC                        | Elitserien                          | 50  | 6  | 7  | 13  | 22  | 12 | 2 | 3  | 5  | 2  |
| 2010–11                             | Södertälje SK                       | Elitserien                          | 55  | 17 | 11 | 28  | 10  | 10 | 4 | 0  | 0  | 6  |
| 2011–12                             | Djurgårdens IF                      | Elitserien                          | 44  | 6  | 2  | 8   | 8   | —  | — | —  | —  | —  |
| Elitserien totalt                   | Elitserien totalt                   | Elitserien totalt                   | 323 | 45 | 31 | 76  | 86  | 35 | 4 | 9  | 13 | 8  |
| Division I/Hockeyallsvenskan totalt | Division I/Hockeyallsvenskan totalt | Division I/Hockeyallsvenskan totalt | 306 | 84 | 82 | 166 | 160 | 49 | 5 | 10 | 15 | 18 |